# Tygří pruhy
Tygří pruhy (v originále Tigerstripe) je pojmenování pro skupinu maskovacích vzorů používaných v hustém porostu džungle. Nejčastěji se skládá z velkého množství zelených a hnědých pruhů různých odstínů a rozsáhlých černých ploch. Právě podle černých pruhů připomínajících tygra dostala tato kamufláž své jméno.

## Historie
Není známo, kdo a kdy stál za vznikem prvního vzoru tygřích pruhů. Francouzi používali během války ve Vietnamu variaci na tento vzor, zvanou Lizzard (angl. ještěr), stejně jako Britové téhož času v Barmě. Poté, co francouzská armáda opustila Vietnam, jihovietnamská armáda (AVRN) pokračovala v používání tohoto vzoru, stejně jako mnohé americké speciální jednotky. Obliba tygřích pruhů narostla dokonce do takové míry, že pozvolna nahrazovaly oficiální ERDL, předchůdce BDU.
Kromě amerických a jihovietnamských jednotek tento vzor používali i vojáci a speciální jednotky Austrálie a Nového Zélandu sloužící ve Vietnamu.

## Současné používání

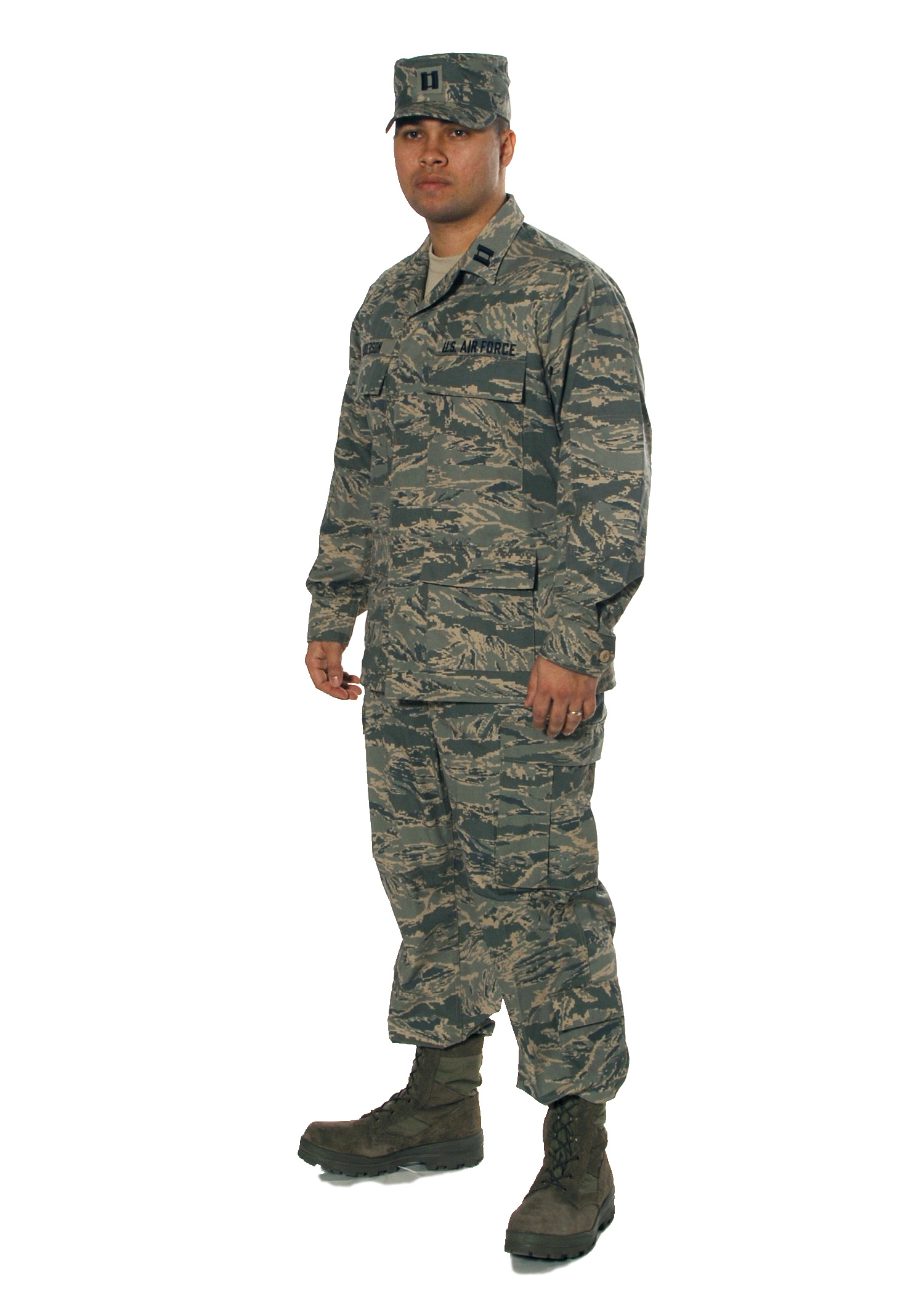
Airman Battle Uniform, nová uniforma amerického letectva představující moderní verzi tygřích pruhů.

Moderní uniformou používající tygří pruhy je digitální uniforma amerických mariňáků jménem MARPAT, který z tygřích pruhů vychází a je používaný od roku 2004. Americké letectvo v roce 2008 představilo novou Airman Battle Uniform, která je v podstatě jen novější verzí tygřích pruhů, které jsou částečně „narýsované“ digitálně. Tato uniforma začne být v americkém letectvu povinná na začátku roku 2011.